# Trigonophora forsteri
Trigonophora forsteri là một loài bướm đêm trong họ Noctuidae.